# Blanca Portillo
Blanca Portillo Martínez de Velasco (Madrid, 15 juni 1963) is een Spaans actrice. 

## Filmografie
Uitgezonderd korte films en televisiefilms.
| Filmografie als actrice |                                                 |
| Jaar                    | Titel                                           |
| 1995                    | Entre rojas                                     |
| 1996                    | El perro del hortelano                          |
| 1997                    | Eso                                             |
| 1997                    | El color de las nubes                           |
| 1999                    | Entre las piernas                               |
| 2001                    | Sólo mía                                        |
| 2005                    | Elsa y Fred                                     |
| 2006                    | Volver                                          |
| 2006                    | Alatriste                                       |
| 2006                    | Goya's Ghosts                                   |
| 2007                    | Siete mesas de billar francés                   |
| 2008                    | El patio de mi cárcel                           |
| 2009                    | Los abrazos rotos                               |
| 2011                    | La chispa de la vida                            |
| 2016                    | Secuestro                                       |
| 2016                    | Las invasoras                                   |
| 2020                    | Invisibles                                      |
| 2020                    | Retrato de mujer blanca con pelo cano y arrugas |
| 2021                    | Maixabel                                        |